# Eliurus majori
Eliurus majori är en däggdjursart som beskrevs av Thomas 1895. Eliurus majori ingår i släktet Eliurus och underfamiljen Madagaskarråttor. IUCN kategoriserar arten globalt som livskraftig. Inga underarter finns listade i Catalogue of Life.
Denna gnagare förekommer på östra Madagaskar. Den vistas i bergstrakter mellan 1000 och 2000 meter över havet. Habitatet utgörs av bergsskogar. Individerna klättrar i växtligheten och går ibland på marken. Per kull föds upp till fyra ungar.
Arten når en kroppslängd (huvud och bål) av 13,8 till 16,4 cm, en svanslängd av 15,0 till 19,2 cm och en vikt av 56 till 93 g. Den svartgråa pälsen på ovansidan har inslag av brun och är allmänt mjukare och mer ullig än pälsen hos andra släktmedlemmar. På undersidan förekommer ljusgrå päls. Största delen av svansens bär bara glest fördelade svarta hår. Längre hår vid svansspetsen bildar en tofs som kan vara mörk eller vit. Honan har tre par spenar.
Födan utgörs av frön som ibland kompletteras med frukter. Fortplantningen sker under regntiden i november/december. En känd naturlig fiende är fossan.